# Tambla
Tambla är en kommun i Honduras.   Den ligger i departementet Departamento de Lempira, i den västra delen av landet, 170 km väster om huvudstaden Tegucigalpa. Antalet invånare är 2 257. Arean är 59 kvadratkilometer.
Terrängen i Tambla är kuperad.